# Il sangue dell'altra
Il sangue dell'altra (Body Double) è un romanzo dell'autrice americana Tess Gerritsen. Si tratta del quarto libro della serie sulla detective Jane Rizzoli e sul medico legale Maura Isles. Pubblicato per la prima volta negli Stati Uniti nel 2004, è arrivato in Italia nel 2007, tradotto da Adria Tissoni.

## Trama
Si è nel pieno del mese di giugno in Massachusetts e una macabra scoperta attende la dottoressa Isles al suo ritorno a Brookline da un viaggio di due settimane a Parigi. Infatti, al suo arrivo nei pressi della propria abitazione, Maura trova i vicini in subbuglio, molte auto della polizia lungo la strada, i mezzi della scientifica e il furgone del medico legale. Tra i presenti anche la detective Rizzoli e il suo collega Barry Frost. Tra lo sgomento di tutti, Jane Rizzoli accompagna Maura Isles verso un'automobile parcheggiata davanti al suo vialetto. All'interno, Maura vede il cadavere di una donna che le assomiglia come una goccia d'acqua.
Da quel giorno partono le indagini ufficiali della detective Jane Rizzoli, ora incinta all'ottavo mese ma ancora decisa a dimostrare le proprie capacità investigative e le ricerche personali di Maura Isles. Dalle prime informazioni trovate dalla detective, la vittima si chiamava Anna Jessop ed era nata lo stesso giorno e lo stesso anno della dottoressa Isles. Tuttavia Rizzoli non riesce a trovare alcuna informazione relativa ad Anna Jessop che sia più vecchia di sei mesi. Tramite l'autopsia effettuata dal dottor Bristol, i detective scoprono che la donna è stata uccisa con un Black Talon, un proiettile molto raro, perché rimosso dal mercato già nel 1993. La dottoressa Isles richiede invece un test comparativo del DNA tra il codice genetico di Anna Jessop e il proprio, che rivela una stupefacente verità: le due donne sono sorelle gemelle.
Alle indagini si unisce poi il detective Rick Ballard della polizia di Newton che conosceva la vittima e l'aveva aiutata a crearsi una nuova identità per sfuggire a un ex fidanzato violento e ossessivo che la seguiva e le inviava messaggi di morte. La vera identità della vittima era Anna Leoni ed ella aveva trascorso gli ultimi mesi vivendo in una vecchia casa a lungo disabitata nella cittadina di Fox Harbor in Maine, cercando di scoprire il più possibile sulla propria famiglia biologica. In questo frangente era stata aiutata dallo stesso detective Ballard che l'aveva accompagnata allo studio dell'avvocato Terrence Van Gates che si era occupato della sua adozione.
L'intrigo si infittisce con il ritrovamento di due scheletri sepolti nel bosco dietro la casa presa in affitto da Anna Leoni a Fox Harbor e la scoperta che quella casa nel Maine era stata l'abitazione della madre naturale di Maura e Anna quando lei era ragazza. Ma ciò che più sconvolge Maura e le indagini del detective Rizzoli è la scoperta che questa madre biologica, Amalthea Lank, è rinchiusa da cinque anni in una prigione femminile dello stato del Massachusetts per aver ucciso le sorelle Theresa e Nikki Wells e averne poi dato i corpi alle fiamme.
Alla fine Maura e Jane, scoprendo il segreto della famiglia biologica di Maura, si ritrovano in una corsa contro il tempo per salvare la vita di un'altra giovane donna, Mattie Purvis, scomparsa poco dopo una visita al suo medico. La dottoressa Isles stessa si ritrova poi in pericolo quando è costretta ad affrontare l'assassino della sorella Anna. È Jane, ancora una volta a salvare la vita al medico legale, mettendo fine una volta per tutte alle indagini.

## Edizioni Italiane
- Tess Gerritsen, Il sangue dell’altra, collana La gaja scienza, traduzione di Adria Tissoni, Milano, Longanesi & C., 2007,  p. 357, ISBN 978-88-304-2299-5.
- Tess Gerritsen, Il sangue dell’altra, collana Best Thriller, traduzione di Adria Tissoni, Milano, SuperPocket, 2008,  p. 357, ISBN 978-88-462-1015-9.
- Tess Gerritsen, Il sangue dell’altra, traduzione di Adria Tissoni, Milano, TEA, 2009,  p. 357, ISBN 978-88-502-1856-1.